# Krasnooktiábrskaya
Krasnooktiábrskaya (del ruso: Краснооктябрьская) es una stanitsa del raión de Tijoretsk del krai de Krasnodar, en Rusia. Está situada en las llanuras de Kubán-Priazov, en la orilla izquierda del Chelbas, frente a Prigorodni, 5 km al sur de Tijoretsk y 118 km al nordeste de Krasnodar, la capital del krai. Tenía 1 420 habitantes en 2010.
Pertenece al municipio Alekséyevskoye.